# アルベルト・グラッシ
アルベルト・グラッシ（Alberto Grassi, 1995年3月7日 - ）は、イタリア・ブレシア出身のサッカー選手。エンポリFC所属。ポジションはMF。

## 経歴
アタランタBCユースで育成され、2012年5月29日にプリマヴェーラへ昇格した後にプロ契約を交わした。2014-15シーズン開幕前にトップチームへ昇格し、2014年11月22日に行われたASローマ戦でプロデビューを果たした。2015年10月2日、アタランタとの契約を2020年まで延長した。
2016年1月27日、SSCナポリへ完全移籍。移籍金は1000万ユーロ。2016年8月30日、古巣のアタランタへレンタルで復帰した。

## 所属クラブ
- アタランタBC 2014-2016
- SSCナポリ 2016-2020

→ アタランタBC 2016-2017 (loan)
→ SPAL 2017-2018 (loan)
→ SSDパルマ・カルチョ 2018-2020 (loan)
- SSDパルマ・カルチョ 2020-

→ カリアリ・カルチョ 2021-2022 (loan)
→ エンポリFC 2022- (loan)